# Copa América féminine 2014
Navigation
Édition précédente Édition suivante
La Copa América féminine 2014 est la septième édition de la Copa América féminine. Elle se déroule du 11 au 28 septembre 2014 en Équateur.   
Les Brésiliennes remportent leur sixième titre.

## Villes et stades retenus
| Quito                                                         | Quito                                                               | Cuenca                                                      |
| ------------------------------------------------------------- | ------------------------------------------------------------------- | ----------------------------------------------------------- |
| Estadio Olímpico Atahualpa Capacité : 35 742                  | Estadio Gonzalo Pozo Ripalda Capacité : 21 689                      | Estadio Alejandro Serrano Aguilar Capacité : 20 000         |
|                                                               |                                                                     |                                                             |
| Ambato                                                        | \| Ambato Azogues Cuenca Latacunga Loja Quito Riobamba Sangolquí \| | Loja                                                        |
| Estadio Bellavista Capacité : 18 000                          | \| Ambato Azogues Cuenca Latacunga Loja Quito Riobamba Sangolquí \| | Estadio Federativo Reina del Cisne Capacité prévue : 14 935 |
|                                                               | \| Ambato Azogues Cuenca Latacunga Loja Quito Riobamba Sangolquí \| |                                                             |
| Sangolquí                                                     | \| Ambato Azogues Cuenca Latacunga Loja Quito Riobamba Sangolquí \| | Azogues                                                     |
| Estadio Rumiñahui Capacité prévue : 8 000                     | \| Ambato Azogues Cuenca Latacunga Loja Quito Riobamba Sangolquí \| | Estadio Jorge Andrade Cantos Capacité prévue : 15 000       |
|                                                               | \| Ambato Azogues Cuenca Latacunga Loja Quito Riobamba Sangolquí \| |                                                             |
| Latacunga                                                     | \| Ambato Azogues Cuenca Latacunga Loja Quito Riobamba Sangolquí \| | Riobamba                                                    |
| Estadio La Cocha Capacité prévue : 15 200                     | \| Ambato Azogues Cuenca Latacunga Loja Quito Riobamba Sangolquí \| | Estadio Olímpico Capacité prévue : 20 000                   |
|                                                               | \| Ambato Azogues Cuenca Latacunga Loja Quito Riobamba Sangolquí \| |                                                             |
| Ambato Azogues Cuenca Latacunga Loja Quito Riobamba Sangolquí |                                                                     |                                                             |

## Équipes participantes
Les dix équipes nationales de football affiliées à la CONMEBOL y participent.
| Équipes participantes | Équipes participantes | Équipes participantes | Équipes participantes | Équipes participantes |
| --------------------- | --------------------- | --------------------- | --------------------- | --------------------- |
| Argentine             | Bolivie               | Brésil                | Chili                 | Colombie              |
| Équateur              | Paraguay              | Pérou                 | Uruguay               | Venezuela             |

## Premier tour
Les équipes sont réparties en deux groupes de cinq équipes sous forme de toutes rondes, du 11 au 20 septembre. Les deux premières de chaque groupe se qualifient pour la poule finale

### Groupe A

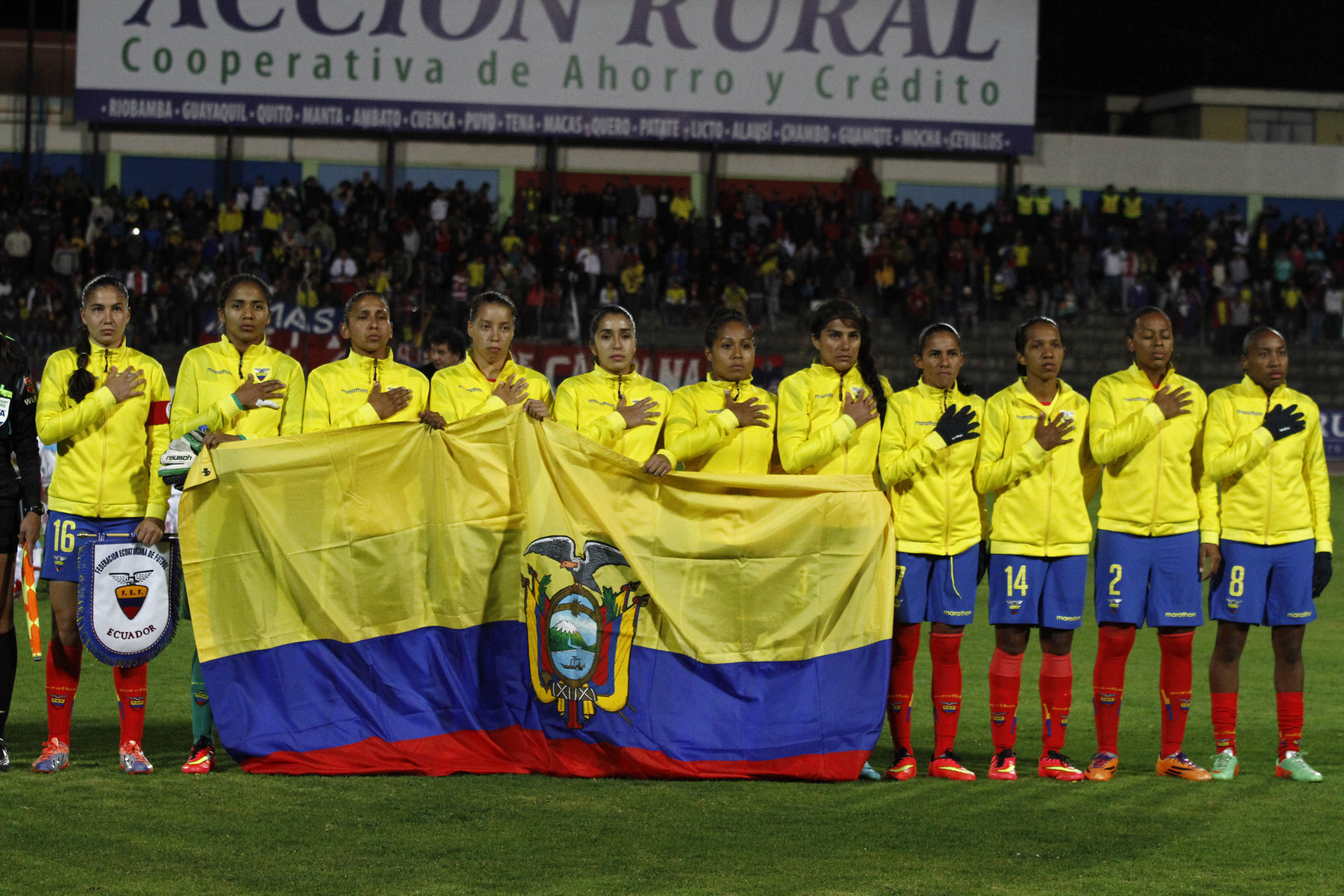
Le onze équatorien avant le match contre le Pérou.

|   | Equipe    | Pts | J | G | N | P | Bp | Bc | Diff |
| - | --------- | --- | - | - | - | - | -- | -- | ---- |
| 1 | Colombie  | 12  | 4 | 4 | 0 | 0 | 10 | 1  | +9   |
| 2 | Équateur  | 6   | 4 | 2 | 0 | 2 | 3  | 3  | 0    |
| 3 | Uruguay   | 6   | 4 | 2 | 0 | 2 | 5  | 9  | -4   |
| 4 | Venezuela | 4   | 4 | 1 | 1 | 2 | 4  | 6  | −2   |
| 5 | Pérou     | 1   | 4 | 0 | 1 | 3 | 1  | 4  | −3   |

| 11 septembre 2014 | Uruguay   | 1 - 3 | Venezuela                           | Estadio Olímpico, Riobamba |                            |
| 17:00 UTC-5       | Viana 42e |       | 9e Ascanio 23e García 71e Rodríguez | Arbitrage : Zulma Quiñónez | Arbitrage : Zulma Quiñónez |
| 17:00 UTC-5       | Rapport   |       |                                     | Arbitrage : Zulma Quiñónez | Arbitrage : Zulma Quiñónez |

| 11 septembre 2014 | Équateur  | 1 - 0 | Pérou | Estadio Olímpico, Riobamba  |                             |
| 19:10 UTC-5       | Barré 84e |       |       | Arbitrage : Laura Fortunato | Arbitrage : Laura Fortunato |
| 19:10 UTC-5       | Rapport   |       |       | Arbitrage : Laura Fortunato | Arbitrage : Laura Fortunato |

| 13 septembre 2014 | Colombie                                         | 4 - 0 | Uruguay | Estadio Bellavista, Ambato   |                              |
| 13:00 UTC-5       | Andrade 6e · Arias 58e · Santos 69e · Ospina 90e |       |         | Arbitrage : Regildenia Moura | Arbitrage : Regildenia Moura |
| 13:00 UTC-5       | Rapport                                          |       |         | Arbitrage : Regildenia Moura | Arbitrage : Regildenia Moura |

| 13 septembre 2014 | Équateur    | 1 - 0 | Venezuela | Estadio Bellavista, Ambato       |                                  |
| 15:10 UTC-5       | Vásquez 30e |       |           | Arbitrage : María Belén Carvajal | Arbitrage : María Belén Carvajal |
| 15:10 UTC-5       | Rapport     |       |           | Arbitrage : María Belén Carvajal | Arbitrage : María Belén Carvajal |

| 15 septembre 2014 | Colombie                                             | 4 - 1 | Venezuela  | Estadio Olímpico, Riobamba |                            |
| 17:00 UTC-5       | Rincón 15e · Ortiz 40e · Velásquez 65e · Cosme 90+1e |       | 78e García | Arbitrage : Sirley Cornejo | Arbitrage : Sirley Cornejo |
| 17:00 UTC-5       | Rapport                                              |       |            | Arbitrage : Sirley Cornejo | Arbitrage : Sirley Cornejo |

| 15 septembre 2014 | Uruguay                   | 2 - 1 | Pérou      | Estadio Olímpico, Riobamba       |                                  |
| 19:10 UTC-5       | Pion 30e · González 90+2e |       | 14e Flores | Arbitrage : María Belén Carvajal | Arbitrage : María Belén Carvajal |
| 19:10 UTC-5       | Rapport                   |       |            | Arbitrage : María Belén Carvajal | Arbitrage : María Belén Carvajal |

| 17 septembre 2014 | Venezuela | 0 - 0 | Pérou | Estadio Bellavista, Ambato  |                             |
| 13:00 UTC-5       |           |       |       | Arbitrage : Laura Fortunato | Arbitrage : Laura Fortunato |
| 13:00 UTC-5       | Rapport   |       |       | Arbitrage : Laura Fortunato | Arbitrage : Laura Fortunato |

| 17 septembre 2014 | Équateur | 0 - 1 | Colombie  | Estadio Bellavista, Ambato   |                              |
| 15:10 UTC-5       |          |       | 60e Ariza | Arbitrage : Regildenia Moura | Arbitrage : Regildenia Moura |
| 15:10 UTC-5       | Rapport  |       |           | Arbitrage : Regildenia Moura | Arbitrage : Regildenia Moura |

| 19 septembre 2014 | Colombie   | 1 - 0 | Pérou | Estadio La Cocha, Latacunga |                            |
| 17:00 UTC-5       | Rincón 39e |       |       | Arbitrage : Zulma Quiñónez  | Arbitrage : Zulma Quiñónez |
| 17:00 UTC-5       | Rapport    |       |       | Arbitrage : Zulma Quiñónez  | Arbitrage : Zulma Quiñónez |

| 19 septembre 2014 | Équateur      | 1 - 2 | Uruguay                | Estadio La Cocha, Latacunga |                            |
| 19:10 UTC-5       | Lattanzio 87e |       | 7e González 56e Badell | Arbitrage : Sirley Cornejo  | Arbitrage : Sirley Cornejo |
| 19:10 UTC-5       | Rapport       |       |                        | Arbitrage : Sirley Cornejo  | Arbitrage : Sirley Cornejo |

### Groupe B
|   | Equipe    | Pts | J | G | N | P | Bp | Bc | Diff |
| - | --------- | --- | - | - | - | - | -- | -- | ---- |
| 1 | Brésil    | 9   | 4 | 3 | 0 | 1 | 12 | 3  | +9   |
| 2 | Argentine | 9   | 4 | 3 | 0 | 1 | 9  | 1  | +8   |
| 3 | Paraguay  | 6   | 4 | 2 | 0 | 2 | 14 | 9  | +5   |
| 4 | Chili     | 6   | 4 | 2 | 0 | 2 | 6  | 5  | +1   |
| 5 | Bolivie   | 0   | 4 | 0 | 0 | 4 | 2  | 25 | −23  |

| 12 septembre 2014 | Argentine | 0 - 1 | Chili    | Estadio Federativo Reina del Cisne, Loja |                               |
| 17:00 UTC-5       |           |       | 47e Lara | Arbitrage : Gabriela Bandeira            | Arbitrage : Gabriela Bandeira |
| 17:00 UTC-5       | Rapport   |       |          | Arbitrage : Gabriela Bandeira            | Arbitrage : Gabriela Bandeira |

| 12 septembre 2014 | Brésil                                                              | 6 - 0 | Bolivie | Estadio Federativo Reina del Cisne, Loja |                           |
| 19:10 UTC-5       | Formiga 19e 73eAndressa Alves 30eDarlene 51eThaisa 84eFabiana 90+2e |       |         | Arbitrage : Juana Delgado                | Arbitrage : Juana Delgado |
| 19:10 UTC-5       | Rapport                                                             |       |         | Arbitrage : Juana Delgado                | Arbitrage : Juana Delgado |

| 14 septembre 2014 | Bolivie | 0 - 6 | Argentine                                               | Estadio Bellavista, Ambato  |                             |
| 13:00 UTC-5       |         |       | 50e 72e Vallejos 54e Bonsegundo 62e 77e 87e Larroquette | Arbitrage : Yercinia Correa | Arbitrage : Yercinia Correa |
| 13:00 UTC-5       | Rapport |       |                                                         | Arbitrage : Yercinia Correa | Arbitrage : Yercinia Correa |

| 14 septembre 2014 | Paraguay   | 1 - 4 | Brésil                                             | Estadio Bellavista, Ambato |                          |
| 15:10 UTC-5       | Fleitas 9e |       | 35e Andressa Alves 45+5e 56e Cristiane 57e Fabiana | Arbitrage : Silvia Reyes   | Arbitrage : Silvia Reyes |
| 15:10 UTC-5       | Rapport    |       |                                                    | Arbitrage : Silvia Reyes   | Arbitrage : Silvia Reyes |

| 16 septembre 2014 | Chili                                         | 3 - 0 | Bolivie | Estadio Alejandro Serrano Aguilar, Cuenca |                            |
| 17:00 UTC-5       | Lara 26e (pen.) · Guerrero 61e · Zamora 90+2e |       |         | Arbitrage : Susana Corella                | Arbitrage : Susana Corella |
| 17:00 UTC-5       | Rapport                                       |       |         | Arbitrage : Susana Corella                | Arbitrage : Susana Corella |

| 16 septembre 2014 | Argentine  | 1 - 0 | Paraguay | Estadio Alejandro Serrano Aguilar, Cuenca |                           |
| 19:10 UTC-5       | Cabrera 9e |       |          | Arbitrage : Viviana Muñoz                 | Arbitrage : Viviana Muñoz |
| 19:10 UTC-5       | Rapport    |       |          | Arbitrage : Viviana Muñoz                 | Arbitrage : Viviana Muñoz |

| 18 septembre 2014 | Bolivie       | 2 - 10 | Paraguay                                                                            | Estadio Alejandro Serrano Aguilar, Cuenca |                             |
| 17:00 UTC-5       | Morón 43e 85e |        | 10e 77e 81e 90+1e Fernández 35e Riveros 44e 89e Ortiz 65e Quintana 75e 84e Martínez | Arbitrage : Yercinia Correa               | Arbitrage : Yercinia Correa |
| 17:00 UTC-5       | Rapport       |        |                                                                                     | Arbitrage : Yercinia Correa               | Arbitrage : Yercinia Correa |

| 18 septembre 2014 | Chili   | 0 - 2 | Brésil                    | Estadio Alejandro Serrano Aguilar, Cuenca |                           |
| 19:10 UTC-5       |         |       | 22e Maurine 49e Cristiane | Arbitrage : Viviana Muñoz                 | Arbitrage : Viviana Muñoz |
| 19:10 UTC-5       | Rapport |       |                           | Arbitrage : Viviana Muñoz                 | Arbitrage : Viviana Muñoz |

| 20 septembre 2014 | Paraguay                          | 3 - 2 | Chili              | Estadio Jorge Andrade Cantos, Azogues |                          |
| 14:00 UTC-5       | Ortiz 15eQuintana 78eMartínez 85e |       | 47e Lara 72e Araya | Arbitrage : Silvia Reyes              | Arbitrage : Silvia Reyes |
| 14:00 UTC-5       | Rapport                           |       |                    | Arbitrage : Silvia Reyes              | Arbitrage : Silvia Reyes |

| 20 septembre 2014 | Brésil  | 0 - 2 | Argentine                     | Estadio Jorge Andrade Cantos, Azogues |                               |
| 16:10 UTC-5       |         |       | 23e Cometti 73e (pen.) Banini | Arbitrage : Gabriela Bandeira         | Arbitrage : Gabriela Bandeira |
| 16:10 UTC-5       | Rapport |       |                               | Arbitrage : Gabriela Bandeira         | Arbitrage : Gabriela Bandeira |

## Poule finale

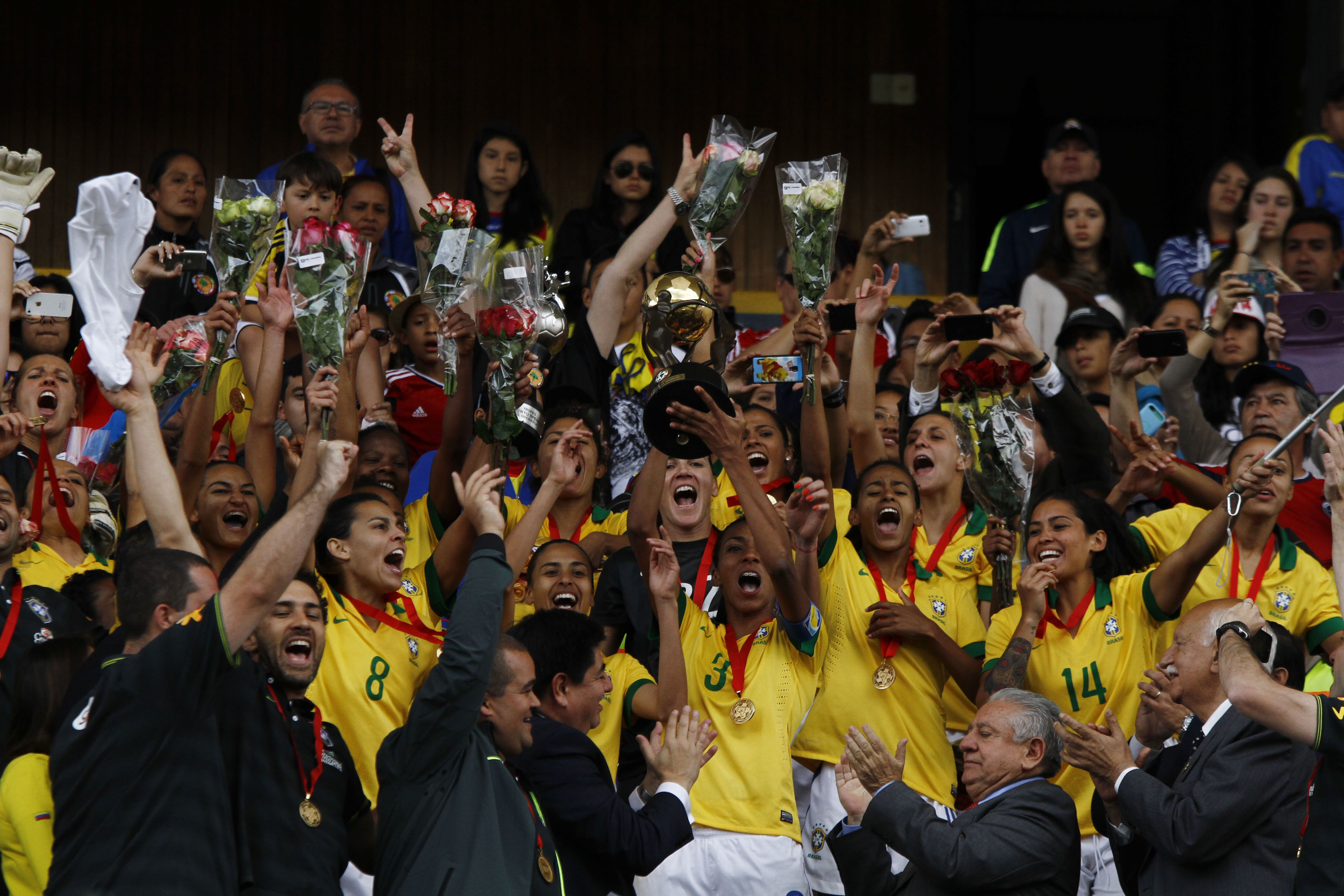
Les Brésiliennes célèbrent leur victoire.

Les quatre demi-finalistes s'affrontent en poule finale (tournoi toutes rondes). Les deux premières équipes sont directement qualifiées pour la Coupe du monde, et l'équipe en troisième position accède au barrage intercontinental.
|   | Équipe    | Pts | J | G | N | P | Bp | Bc | Diff |
| - | --------- | --- | - | - | - | - | -- | -- | ---- |
| 1 | Brésil    | 7   | 3 | 2 | 1 | 0 | 10 | 0  | +10  |
| 2 | Colombie  | 5   | 3 | 1 | 2 | 0 | 2  | 1  | +1   |
| 3 | Équateur  | 3   | 3 | 1 | 0 | 2 | 4  | 8  | −4   |
| 4 | Argentine | 1   | 3 | 0 | 1 | 2 | 2  | 9  | −7   |

- Équipes qualifiées pour la Coupe du monde 2015 et pour les Jeux olympiques 2016
- Équipe accédant au barrage intercontinental de la Coupe du monde 2015

| 24 septembre 2014 | Colombie | 0 - 0 | Argentine | Estadio Gonzalo Pozo Ripalda, Quito |                            |
| 13:00 UTC-5       |          |       |           | Arbitrage : Sirley Cornejo          | Arbitrage : Sirley Cornejo |
| 13:00 UTC-5       | Rapport  |       |           | Arbitrage : Sirley Cornejo          | Arbitrage : Sirley Cornejo |

| 24 septembre 2014 | Brésil                                       | 4 - 0 | Équateur | Estadio Gonzalo Pozo Ripalda, Quito |                             |
| 15:10 UTC-5       | Cristiane 14e 17e · Maurine 37e · Raquel 87e |       |          | Arbitrage : Yercinia Correa         | Arbitrage : Yercinia Correa |
| 15:10 UTC-5       | Rapport                                      |       |          | Arbitrage : Yercinia Correa         | Arbitrage : Yercinia Correa |

| 26 septembre 2014 | Colombie                   | 2 - 1 | Équateur      | Estadio Rumiñahui, Sangolquí |                          |
| 16:00 UTC-5       | Echeverri 12e · Rincón 55e |       | 86e Lattanzio | Arbitrage : Silvia Reyes     | Arbitrage : Silvia Reyes |
| 16:00 UTC-5       | Rapport                    |       |               | Arbitrage : Silvia Reyes     | Arbitrage : Silvia Reyes |

| 26 septembre 2014 | Brésil                                                                                  | 6 - 0 | Argentine | Estadio Rumiñahui, Sangolquí     |                                  |
| 18:10 UTC-5       | Cristiane 32e · Andressa Alves 36e · Maurine 58e · Tayla 66e · Tamires 71e · Raquel 84e |       |           | Arbitrage : María Belén Carvajal | Arbitrage : María Belén Carvajal |
| 18:10 UTC-5       | Rapport                                                                                 |       |           | Arbitrage : María Belén Carvajal | Arbitrage : María Belén Carvajal |

| 28 septembre 2014 | Argentine                   | 2 - 3 | Équateur                                    | Estadio Olímpico Atahualpa, Quito |                            |
| 10:00 UTC-5       | Banini 25e · Bonsegundo 30e |       | 36e Caicedo · 60e Rodríguez · 77e Lattanzio | Arbitrage : Zulma Quiñónez        | Arbitrage : Zulma Quiñónez |
| 10:00 UTC-5       | Rapport                     |       |                                             | Arbitrage : Zulma Quiñónez        | Arbitrage : Zulma Quiñónez |

| 28 septembre 2014 | Colombie | 0 - 0 | Brésil | Estadio Olímpico Atahualpa, Quito |                               |
| 12:10 UTC-5       |          |       |        | Arbitrage : Gabriela Bandeira     | Arbitrage : Gabriela Bandeira |
| 12:10 UTC-5       | Rapport  |       |        | Arbitrage : Gabriela Bandeira     | Arbitrage : Gabriela Bandeira |